# Verwertungsgesellschaft Bild-Kunst

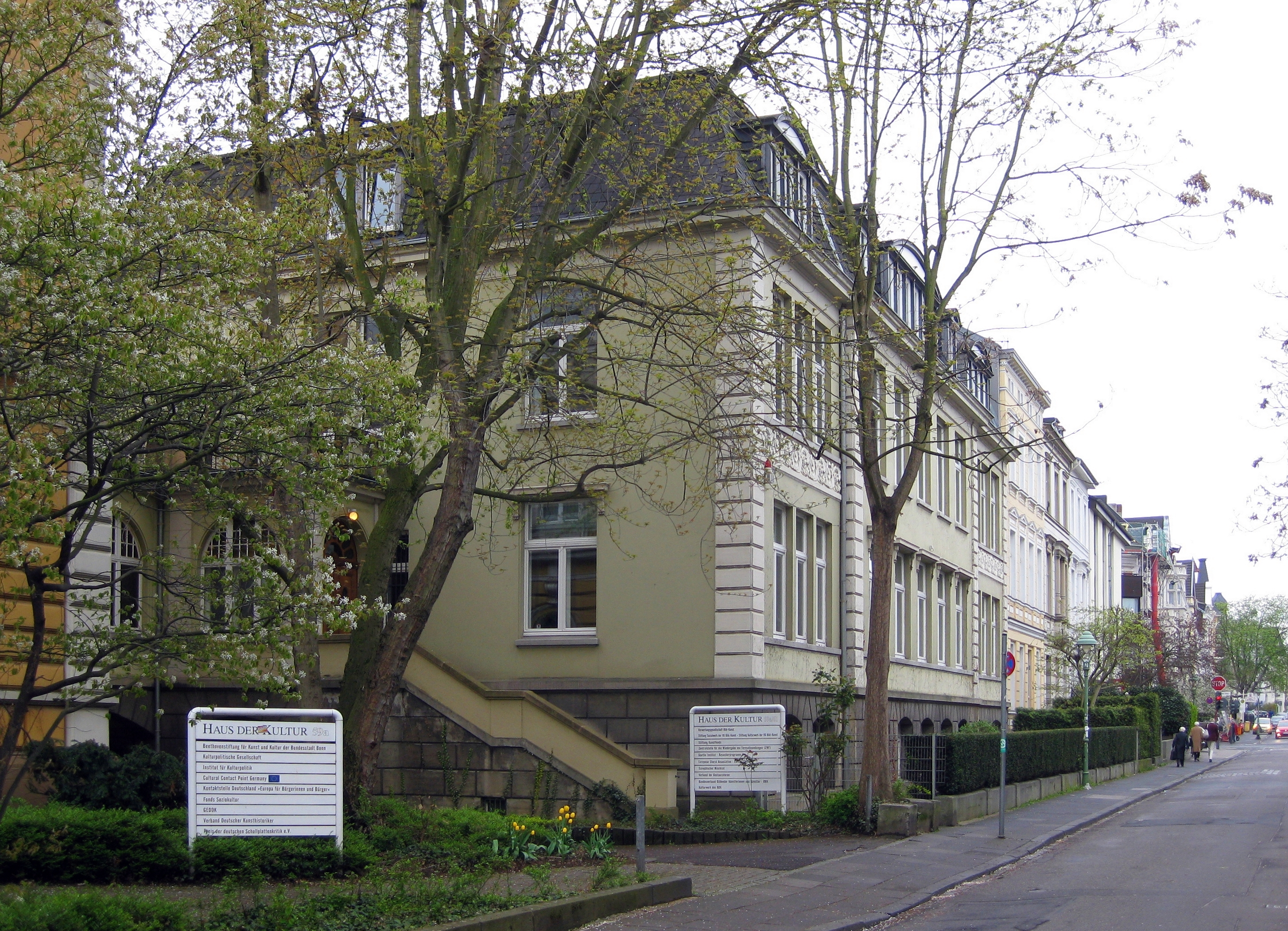
Sitz der VG Bild-Kunst im Bonner Haus der Kultur (2012)

Die Verwertungsgesellschaft Bild-Kunst (VG Bild-Kunst) mit Sitz in Bonn ist eine Verwertungsgesellschaft in Deutschland, die zur Wahrnehmung der Rechte von Urhebern 1968 gegründet wurde.

## Strukturen
Die 1968 gegründete Verwertungsgesellschaft Bild-Kunst nimmt für Bildende Künstler die Folgerechte, Reproduktionsrechte, Senderechte, Onlinerechte sowie die Rechte aus Weitersendevergütung und Kopiervergütung wahr. Eine Besonderheit bei dieser Verwertungsgesellschaft ist das Folgerecht, das Recht des bildenden Künstlers auf prozentuale Beteiligung am Erlös aus der Weiterveräußerung seines Werkes im Kunsthandel. Da er das Original seines Kunstwerks nur einmal verkaufen kann, wäre er ohne dieses Folgerecht von Wertsteigerungen am Kunstmarkt ausgeschlossen. 1992 nahm die VG Bild-Kunst aus Folgerechten Gebühren in Höhe von 4,2 Millionen Mark ein (siehe dazu auch: Richtlinie 2001/84/EG (Folgerechts-Richtlinie)).
Fotografen, Designer, Karikaturisten, Pressezeichner und Bildagenturen erhalten anteilige Einnahmen aus Bibliothekstantiemen, Kopiervergütung, Pressespiegelvergütung und Lesezirkelvergütung.
Für Filmproduzenten, Filmregisseure, Kameraleute, Filmeditoren, Szenenbildner, Kostümbildner und Choreografen zieht die VG Bild-Kunst die Videogeräteabgabe, Videoleerkassettenvergütung, Videovermietvergütung und Weitersendevergütung ein.
Auch einige Architekten lassen die Urheberrechte an Darstellungen ihrer Werke durch die VG Bild-Kunst verwerten.
Die Tantiemenquellen sind im Wesentlichen dieselben wie bei der VG Wort, hinzu kommen Museen, Kunstvereine und Artotheken.

## Rechtsstreit um „Verlegeranteil“
Wie die Verwertungsgesellschaft Wort schüttete auch die VG Bild-Kunst üblicherweise einen pauschalen Anteil der eingenommenen Tantiemen als so genannten „Verlegeranteil“ an die an den Veröffentlichungen beteiligten Verlage aus. Im Jahr 2011 klagte ein Autor und Mitglied der VG Wort vor dem Landgericht München I gegen diese Aufteilung und verlangte die vollständige Auszahlung der Erlöse an ihn als alleiniger Urheber (7 O 28640/11). Am 21. April 2016 beurteilte der Bundesgerichtshof (BGH) die bisherige Verteilungspraxis der Verwertungsgesellschaften als rechtswidrig (I ZR 198/13).
Aufgrund dieses auf den Bild-Bereich übertragbaren „Vogel-Urteils“ des BGH beschloss die VG Bild-Kunst auf einer außerordentlichen Mitgliederversammlung im September 2016 einen neuen Verteilungsplan, korrigierte die Abrechnungen der Verlage für den noch nicht verjährten Zeitraum seit dem 1. Januar 2012 und forderte die bereits erfolgten Ausschüttungen von den Verlagen zurück.
Der Verlag C.H. Beck reichte mit Unterstützung des Börsenvereins des Deutschen Buchhandels eine Verfassungsbeschwerde gegen das BGH-Urteil ein. Das Bundesverfassungsgericht erklärte die Beschwerde im April 2018 für unzulässig und nahm sie nicht zur Entscheidung an (1 BvR 1213/16).
Der neue Verteilungsplan der VG Bild-Kunst ohne Verlegeranteil betraf auch spätere Nachausschüttungen für frühere Jahre, etwa eine Nachzahlung der Geräteindustrie für die Privatkopieabgabe auf Drucker für die Jahre 2001 bis 2007, die nach langen Gerichtsverfahren Ende 2015 an die Bild-Kunst ausgezahlt wurde. Korrekturausschüttungen und Sondererlöse ergaben eine Summe von mehr als 110 Millionen Euro für die Nutzungsjahre 2001 bis 2016, die von der VG Bild-Kunst im Laufe des Jahres 2018 in mehreren Teilzahlungen an berechtigte Urheber ausgeschüttet wurden.

## Kulturförderung

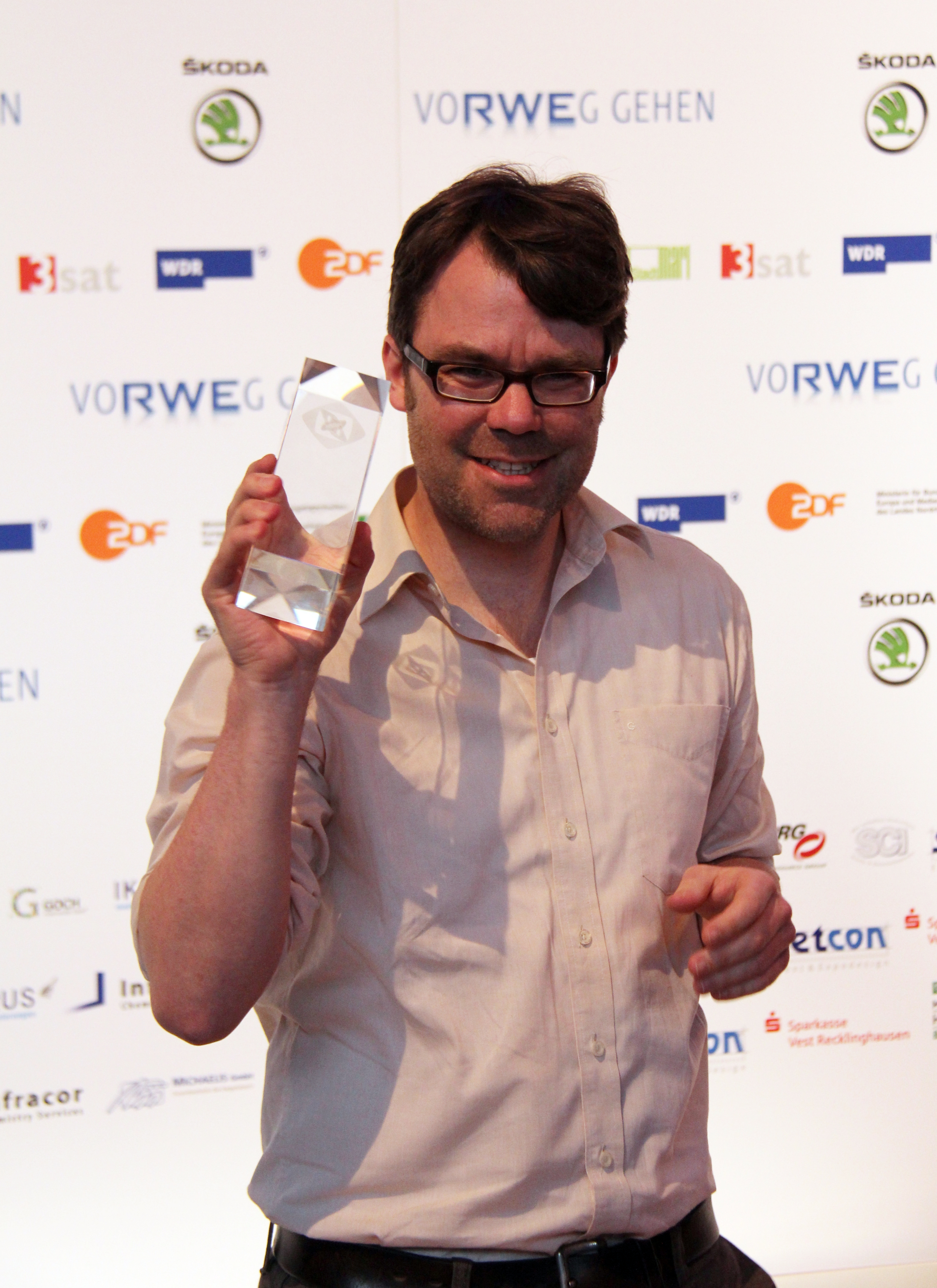
Preisträger Robert Thalheim bei der Verleihung 2011

Die Stiftung Kulturwerk der VG löst den kulturellen Auftrag der Verwertungsgesellschaft ein. Sie vergibt Projektstipendien an Fotografen, Grafiker und Grafik-Designer und unterstützt bedeutende kulturelle Vorhaben im Filmbereich. Die Finanzmittel des Kulturwerks kommen aus den Erträgen der VG, die diese bei der Wahrnehmung von Urheberrechten einnimmt. Bei der Ausschüttung an die Berechtigten wird ein im Verteilungsplan festgelegter Anteil für kulturelle Zwecke vorbehalten.
Im Bereich der Berufsgruppe I (Bildende Kunst) werden Gelder des Kulturwerks an die Stiftung Kunstfonds weitergereicht und jährlich der HAP Grieshaber Preis vergeben. Für die beiden anderen Berufsgruppen – Fotografie/Design und Film/Fernsehen/Audiovision – existieren gewählte Vergabebeiräte, die über Förderungen in diesen Bereichen entscheiden.
Die VG Bild-Kunst gehört zu den wichtigsten Sponsoren der jährlich stattfindenden Marburger Kameragespräche. Dieses zweitägige Filmfest ist zugleich Treffpunkt einer ihrer wichtigsten Mitgliedsgruppen, der Kameraleute und Film-Bildgestalter. Seit 2009 vergibt die VG mit dem Eberhard-Fechner-Förderpreis einen der Sonderpreise im Rahmen des Grimme-Preises.
|      | Wer                    | Wofür                    |
| ---- | ---------------------- | ------------------------ |
| 2009 | Suzan Şekerci          | Djangos Erben            |
| 2010 | Astrid Schult          | Der innere Krieg         |
| 2011 | Robert Thalheim        | Am Ende kommen Touristen |
| 2012 | Brigitte Maria Bertele | Der Brand                |
| 2013 | Jan Schomburg          | Über uns das All         |
| 2014 | Alexa Karolinski       | Oma & Bella              |

## Sozialwerk
Die Stiftung Sozialwerk der VG vergibt an Bildende Künstler, Fotografen, Designer und Filmschaffende finanzielle Unterstützungen in Notlagen, bei Erwerbs- und Berufsunfähigkeit und im Alter. Das Geld dafür stammt vor allem aus den Erträgen der VG. In den Verteilplänen ist jeweils ein Anteil der Ausschüttungen für soziale Zwecke vorgesehen. Die darüber entscheidenden Bewilligungsausschüsse sind mit Mitgliedern aus allen drei Berufsgruppen besetzt.

## Förderpreis
Die Verwertungsgesellschaft Bild-Kunst vergibt jährlich für alle drei Berufsgruppen Förderpreise.